# Provinciaal Veiligheidsinstituut (instelling)
Het Veiligheidsinstituut in Antwerpen is een vormings- en expertisecentrum binnen de AP Hogeschool dat zich focust op preventie, veiligheid en welzijn op het werk. Via langlopende en korte opleidingen voor professionals, sensibilisering en praktijkgericht onderzoek draagt het Veiligheidsinstituut bij aan een duurzamere leef- en werkwereld. 

## Geschiedenis
Na de Eerste Wereldoorlog neemt de industriële activiteit sterk toe. De keerzijde van de medaille is een schrikwekkende stijging van het aantal arbeidsongevallen.
In de jaren 1925-26 lanceert de Haven van Antwerpen een noodkreet. Er gebeuren jaarlijks zo'n 6.000 ongevallen op 24.000 tewerkgestelde arbeiders. In de provincieraad van 20 juli 1926 wordt voor het eerst ter gelegenheid van een bespreking omtrent de oprichting van een school voor verminkten van de arbeidde idee geuit dat er "iets gedaan moet worden om het aantal arbeidsongevallen te bestrijden".
Het duurt tot in 1928 tot de Deputatie een onderzoekscommissie instelt met als opdracht de opportuniteit na te gaan van de aanstelling van een vaste 'Commissie tot inrichting van een Veiligheidsmuseum'. Deze laatste commissie komt er en vanaf 1930 worden talloze informatiecampagnes gelanceerd. In 1938 kan het provinciebestuur voor het eerst met een “veiligheidstentoonstelling” uitpakken in de lokalen van het “Provinciaal Gezondheidsgesticht” aan de Nationalestraat te Antwerpen (thans het Instituut voor Tropische Geneeskunde).
Op 4 juli 1942 (in volle oorlogstijd) wordt het Veiligheidsmuseum gevestigd aan de Kolvenierstraat officieel voor het publiek geopend. Bij werkzaamheden voor uitbreiding in 1942 ontdekt men overblijfselen van het 17de-eeuwse Kolveniershof. Het Antwerpse stadsbestuur ziet hierin de kans de site van het nabijgelegen Rubenshuis – op dat moment in volle reconstructie – uit te breiden. Na de oorlog sluiten de stad Antwerpen en het Provinciebestuur van Antwerpen een overeenkomst: de percelen aan de Kolveniersstraat in ruil voor gronden tussen de Jezusstraat en de Kipdorpvest.
Daar bouwt het provinciebestuur van Antwerpen een nieuw gebouw, dat in 1954 de deuren opent. Ondertussen is de naam "veiligheidsmuseum" gewijzigd in "Provinciaal Veiligheidsinstituut van Antwerpen" (PVI). Het gebouw wordt in de pers zeer lovend onthaald. Volgens Renaat Braem getuigde het van de ‘uiteindelijke doorbraak van de moderne architectuur in onze gewesten'.
Door de besparingen op Vlaams niveau hebben de provincies vanaf 2015 minder middelen. In het kader van een bezuinigingsoperatie besloot het Provinciebestuur van Antwerpen het gebouw in de Jezusstraat te koop te stellen. Daarom verhuisde het Veiligheidsinstituut in het najaar van 2015 van de Jezusstraat naar het Coveliersgebouw in de Boomgaardstraat 22 te Berchem.
Na de overname van het PVI door de AP Hogeschool Antwerpen in 2020 werd besloten dat het Veiligheidsinstituut van de locatie in het Coveliersgebouw naar de campus Lange Nieuwstraat van de AP Hogeschool wordt verhuisd. Alle activiteiten van het Veiligheidsinstituut worden zo vanaf januari 2022 geïntegreerd binnen de hogeschool.

## Doelstelling
Het Veiligheidsinstituut is een toonaangevend "kennis- en doecentrum", met als doel het continu verbeteren van de kwaliteit van de leef- en werkomstandigheden. Het instituut informeert en sensibiliseert z'n klanten over de gevaren en risico's op het werk en in de privésfeer die de lichamelijke en geestelijke integriteit kunnen schaden (risico's m.b.t. de zeven domeinen van de Welzijnswet). Het reikt aan hoe met deze risico's preventief om te gaan opdat negatieve gevolgen zo veel mogelijk beperkt kunnen worden. Centraal in de werking staat de aandacht voor het welzijn van de klant en van eigen medewerkers.

## Activiteiten
De hoofdactiviteit van het Veiligheidsinstituut is het organiseren van vormingen en bijscholingen rond welzijn op het werk. De doelgroep is heel ruim gezien elke werknemer te maken heeft met welzijn op het werk: preventieadviseurs, leidinggevenden, HR-managers, scholieren uit technische richtingen, werknemers uit alle sectoren, etc. Het informatiecentrum staat hen ter beschikking, maar is ook toegankelijk voor het algemeen publiek.
In het verleden organiseerde het Veiligheidsinstituut ook activiteiten voor de burger, maar dan rond veiligheid in de privésfeer: voordrachten, trainingen in de didactische ruimte, publicaties en didactisch materiaal voor scholen en grootse campagnes. 